# Heteronemertea
Heteronemertea – rząd wstężnic obejmujący gatunki o trójwarstwowej strukturze wora powłokowo-mięśniowego. Pomiędzy dwiema warstwami mięśni podłużnych leży warstwa mięśni okrężnych. Pnie nerwowe znajdują się pomiędzy zewnętrzną warstwą mięśni podłużnych a środkową warstwą mięśni okrężnych. W układzie krwionośnym oprócz bocznych naczyń krwionośnych zawsze występują naczynia grzbietowe i – zwykle – łączące, poprzeczne. 
W większości są to gatunki morskie, kilka występuje w wodach słodkich. Przechodzą rozwój złożony, w którym występują różne typy larw: pilidium, larwa Desora i larwa Schmidta. 
Rząd Heteronemertea obejmuje rodziny:
- Lineidae,
- Riseriellidae.